# Tổ Ất
Tổ Ất (chữ Hán: 祖乙, trị vì: 1525 TCN - 1507 TCN), tên thật Tử Đằng (子滕), là vua thứ 13 nhà Thương trong lịch sử Trung Quốc.

## Thân thế
Tổ Ất là con của Hà Đản Giáp (河亶甲) – vua thứ 12 nhà Thương. Khoảng năm 1526 TCN, Hà Đản Giáp qua đời, Tổ Ất lên nối ngôi.

## Trị vì
Trong thời gian trị vì của ông, nhà Thương lại cường thịnh sau thời kỳ suy yếu của Hà Đản Giáp do việc trọng dụng Vu Hiền (巫贤) làm tướng trong năm thứ ba và Cao Ngữ (圉) là chư hầu trong 15 năm.
Trong năm đầu tiên sau khi lên ngôi, ông dời đô sang Cảnh (耿). Năm sau, ông lại dời đô sang đất Tí (庇), nơi mà sáu năm sau đó cung điện của ông được hoàn tất.
Khoảng năm 1507 TCN, Tổ Ất qua đời. Ông ở ngôi tất cả 19 năm. Con ông là Tổ Tân (祖辛) lên nối ngôi .
Giáp cốt văn khai quật tại Ân Khư ghi ông là vua thứ 12 của nhà Thương nối ngôi anh là Hà Đản Giáp và tên hiệu sau khi chết là Hạ Ất (下乙) .